# Fostoria dhimbangunmal
Fostoria (названий на честь Роберта Фостера, який відкрив місцезнаходження виду та кістки) — рід ігуанодонтових динозаврів, що існував в сеноманському віці (близько 100—94 млн років тому) крейдового періоду. Рештки знайдені на території Австралії. Тип і єдиний вид, Fostoria dhimbangunmal, був описаний у 2019 році.
Є сестринським таксоном для клади гондванських ігуанодонтів, яка включає Anabisetia saldiviai, Talenkauen santacrucensis і Muttaburrasaurus langdoni.

## Історія вивчення
У 1984 році Боб Фостер, гірник, який добував опали, знайшов хребець орнітопода в Лайтнінг-Рідж (Lightning Ridge), Новий Південний Уельс. Спочатку Фостер інтерпретував скам'янілість як копито коня. Зрештою Фостер знайшов у своїй шахті стільки скам'янілостей, що показав свої знахідки палеонтологам Австралійського музею в Сіднеї. Після того, як вони оглянули скам'янілості з Фосторії, палеонтолог Олександр Рітчі з кількома армійськими резервістами вирушив до шахти, щоб розкопати більше. Скам'янілості були підготовлені, але залишалися невивченими до 2015 року. На початку 21 століття Фостер вилучив знахідки з приватного музею опалів і подарував їх Австралійському центру опалів у Лайтнінг-Рідж, де вони зберігаються донині.